# Éparchie d'Ardatov
L'éparchie d'Ardatov (Арда́товская епа́рхия) est une éparchie (diocèse chez les orthodoxes) de l'Église orthodoxe russe regroupant les paroisses et les monastères dans les limites des raïons (arrondissements) d'Ardatov, d'Atiachevo, de Bolchie Berezniki, de Bolchoïe Ignatovo, de Doubionki et de Tchamzinka dans la République de Mordovie. Elle est suffragante du siège métropolitain de Mordovie.

## Histoire
L'éparchie de Simbirsk érige un vicariat d'Ardatov en 1922, comme beaucoup d'autres vicariats dans d'autres éparchies dans les années 1920 à l'époque du début de la persécution contre l'orthodoxie.
L'éparchie d'Ardatov est elle-même instituée le 30 mai 2011, recevant son territoire de l'éparchie de Saransk, dans les arrondissements orientaux de la République de Mordovie.
L'higoumène Benjamin (Kirillov), clerc de l'éparchie de Saransk, est nommé le 5 octobre 2011 évêque d'Ardatov et d'Atiachevo. Le siège de l'éparchie est la cathédrale Saint-Nicolas d'Ardatov, construite en 1998.
L'éparchie d'Ardatov est suffragante du siège métropolitain de Mordovie depuis le 6 octobre 2011 comme le sont les éparchies de Krasnoslobodsk et de Saransk.

## Ordinaires
Vicariat d'Ardatov de l'éparchie de Simbirsk
- Juvénal (Machkovski) (juin-fin 1922)
- Polycarpe (Tikhonravov) (novembre 1923 - 30 juillet 1928)

Éparchie d'Ardatov
- Barsanuphe (Soudakov) (30 mai - 14 octobre 2011) par intérim, métropolite de Saransk
- Benjamin (Kirillov) (depuis le 14 octobre 2011)

## Doyennés

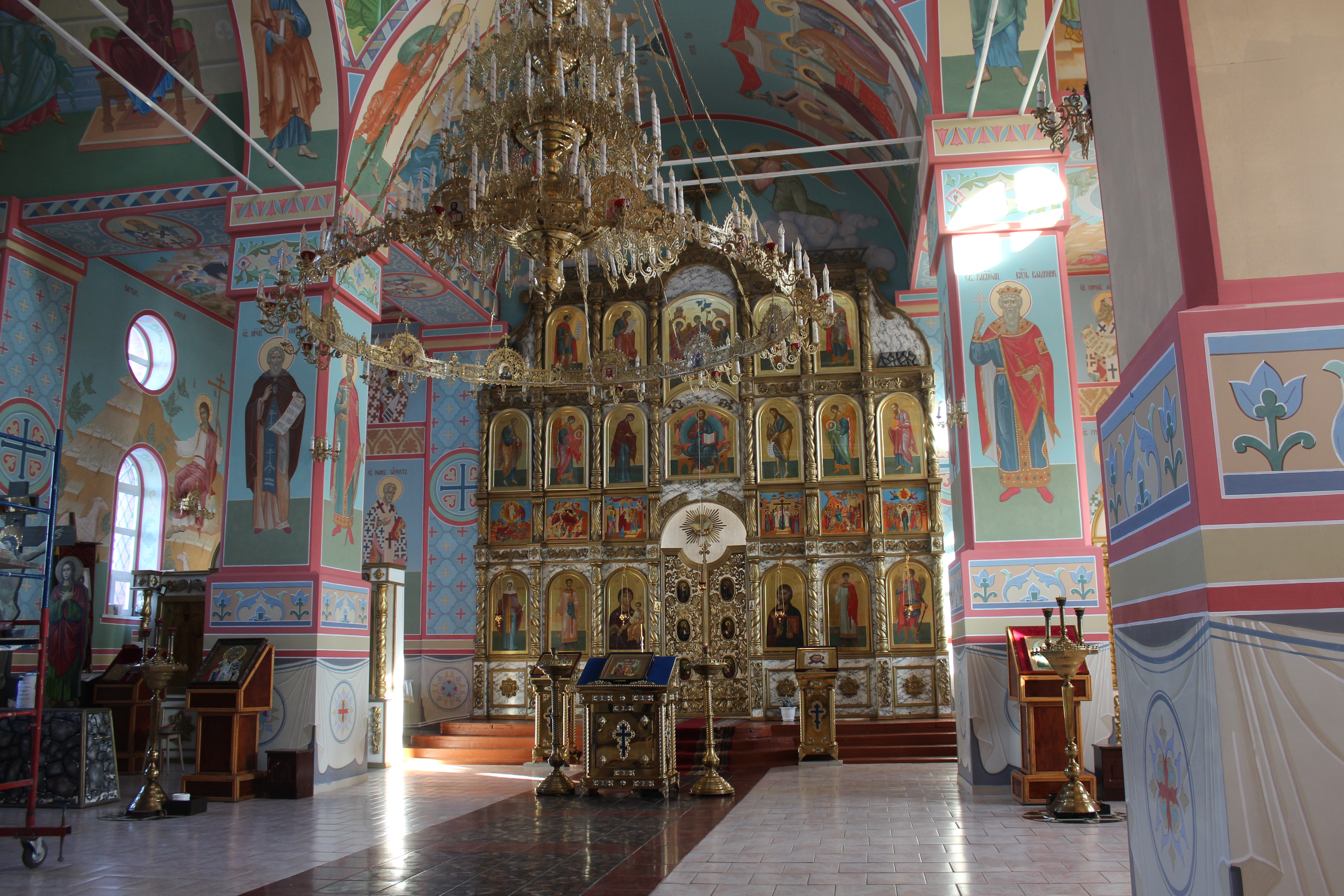
Intérieur de l'église Saint-Michel-Archange de Tchamzinka.

L'éparchie d'Ardatov au mois de novembre 2022 est organisée en huit doyennés:
- 1er doyenné d'Ardatov
- 2nd doyenné d'Ardatov
- 1er doyenné d'Atiachevo
- 2nd doyenné d'Atiachevo
- doyenné de Bolchie Berezniki
- doyenné de Bolchoïe Ignatovo
- doyenné de Doubionki
- doyenné de Tchamzinka

## Monastères
- Ermitage Notre-Dame-de-Kazan de Klioutchevo (hommes)